# روبن لاگوس
روبن لاگوس (انگلیسی: Ruben Lagus; ۱۲ اکتبر ۱۸۹۶ – ۱۵ ژوئیهٔ ۱۹۵۹) سرلشکر نیروی زمینی ارتش فنلاند و دریافت کننده اولین صلیب مانرهیم بود. او در جبهه شرقی جنگ جهانی اول به عنوان داوطلب گردان ۲۷ سلطنتی پروس، در جنگ داخلی فنلاند به عنوان فرمانده گردان و به عنوان افسر تدارکات در جنگ زمستان شرکت کرد. در طول جنگ پس‌آیند، او فرماندهی تیپ و لشکر زرهی را بر عهده داشت که نقش مهمی در نبرد تأثیرگذار تالی - ایهانتلا باریکه کارلیا ایفا کرد.
وی برندهٔ جوایزی همچون صلیب مانرهیم و صلیب آهنین شده‌است.